# Slow Down, Molasses
Pour les articles homonymes, voir Slow Down.
Slow Down Molasses est un groupe de rock indépendant canadien, originaire de Saskatoon, Saskatchewan. Le quintette actuel se compose de Tyson McShane, Aaron Scholz, Levi Soulodre, Chris Morin, et Jordan Kurtz. Son style musical et sa formation ont drastiquement changé durant son existence ; d'après Exclaim!, il est passé d'« un collectif art-pop (autrefois de 14 membres) en un groupe de post-punk, style shoegazing plus musclé. »

## Biographie
Slow Down Molasses compte quatre albums studio depuis sa création en 2006. L'auto-produit Walk Into the Sea fait participer Julie Doiron et Olenka Krakus. Leur album 100% Sunshine (2016) est enregistré par Barrett Ross et Chad Munson aux Ghetto Box Studios de Saskatoon, SK, et mixé par Tony Doogan (Mogwai, Belle and Sebastian) et aux Castle of Doom Studios à Glasgow, en Écosse.
Les Slow Down Molasses ont significativement tourné en Amérique du Nord, dans des festivals tels que le SXSW, CMJ, NXNE, Pop Montreal, Halifax Pop Explosion, et le Sled Island. À l'international, ils participent au festival allemand Reeperbahn Festival, au Great Escape Festival, au Liverpool Sound City et au End of the Road Festival au Royaume-Uni, la Nouvelle Prague en République tchèque, le BIME Festival en Espagne, et au Incubate aux Pays-Bas.
Ils ont partagé la scène avec The New Pornographers, Built to Spill, The Besnard Lakes, Animal Collective, Savages, Swervedriver, Preoccupations (ex-Viet Cong), et Ladyhawk,, entre autres.

## Discographie

### Albums studio
- 2008 : I'm an Old Believer
- 2011 : Walk Into the Sea
- 2015 : Burnt Black Cars
- 2016 : 100% Sunshine
- 2021 : Minor Deaths

### Singles et EP
- 2007 : Slow Down Molasses
- 2012 : City Sublet
- 2014 : Summer Sun b/w Winter Sun